# Selet (Nysätra socken, Västerbotten)
Selet är en sjö i Robertsfors kommun i Västerbotten och ingår i Kålabodaåns huvudavrinningsområde. Sjön har en area på 0,0401 kvadratkilometer och ligger 53 meter över havet. Sjön avvattnas av vattendraget Granån.

## Delavrinningsområde
Selet ingår i det delavrinningsområde (713615-174893) som SMHI kallar för Ovan 713478-175158. Medelhöjden är 40 meter över havet och ytan är 9,13 kvadratkilometer. Räknas de 7 avrinningsområdena uppströms in blir den ackumulerade arean 69,89 kvadratkilometer. Granån som avvattnar avrinningsområdet har biflödesordning 2, vilket innebär att vattnet flödar genom totalt 2 vattendrag innan det når havet efter 13 kilometer. Avrinningsområdet består mestadels av skog (55 procent), jordbruk (14 procent) och sankmarker (17 procent). Avrinningsområdet har 0,04 kvadratkilometer vattenytor vilket ger det en sjöprocent på 0,5 procent.